# Too Sweet
«Too Sweet» — песня ирландского автора-исполнителя Хозиера. изданная 22 марта 2024 года в качестве первого трека из его пятого мини-альбома. Она была выпущена 22 марта 2024 года на лейблах Rubyworks Records, Island Records и Columbia Records в качестве первого трека с его пятого мини-альбома Unheard, а 29 марта 2024 года была выпущена в качестве сингла. Песня возглавила чарты в Ирландии, Новой Зеландии, Великобритании и США, став первым синглом номер один для Hozier во всех четырёх странах.

## История
14 марта 2024 года Хозиер анонсировал свой пятый Unheard, в который вошли четыре ранее не издававшихся трека, взятые из сессий его третьего студийного альбома Unreal Unearth (2023). Певец пояснил, что песни «не смогли попасть в оригинальный релиз» по разным причинам, но все же соответствуют темам «обжорства, лимба, насилия и внешнего „восхождения“». Он впервые представил песню в тот же день на TikTok в клипе, в котором он нарисовал скелет. «Too Sweet» была неожиданно выпущена в качестве вступительного трека к проекту 22 марта.

### Итоговые списки
Rolling Stone назвал трек 6-й лучшей песней 2024 года, заявив, что «Под нечеткую басовую линию человек, ведущий гедонистический образ жизни, отвергает потенциального любовника с более безопасными наклонностями. „Разве ты не хочешь просто проснуться, темный, как озеро? / Пахнущий, как костер, потерянный в дымке?“ — спрашивает гедонист в декларации, которая является одновременно самосознательной и самоуничижительной. Фанк-роковый отход от характерного для Hozier фолк-соул-стиля, сардоническая, игривая песня затронула нервы ирландского исполнителя как ничто другое, что привело к его первому хиту номер один и совершенно новому уровню славы».

## Композиция
В песне «Too Sweet» Хозиер встречает «ритм настоящей ночной совы», потягивая виски и запивая его чёрным кофе. Кроме того, она показывает грани и многогранность отношений, поскольку певец разговаривает со своей второй половинкой. В то время как она предпочитает вести здоровый образ жизни, он использует различные «удовольствия» жизни. Певец отдаёт предпочтение грубости, потому что его партнёрша «уже слишком сладкая». Песня раскрывает тему того, как различия могут развиваться во время отношений.

## Коммерческий успех
Альбом «Too Sweet» дебютировал на 8-м месте в британском хит-параде UK Singles Chart 29 марта 2024 года, став первым синглом из первой десятки в Великобритании после «Take Me to Church» в 2014 году и вторым в целом. Он поднялся до четвёртого места 5 апреля 2024 года. 12 апреля 2024 года он достиг вершины чарта с 61 000 чартовых единиц и 6,7 мле стрим-потоков, став первым синглом номер один в Великобритании. Он также дебютировал под номером 5 в Billboard Hot 100 на неделе с 6 апреля 2024 года, став для Хозиера первым синглом в первой десятке со времён «Take Me to Church», вторым в общем зачёте и первым дебютом в первой десятке в США. Через три недели (27 апреля) песня достигла первого места, став первым чарттоппером для Hozier в США. Он также возглавлил рок-чарты Hot Rock & Alternative Songs, Hot Rock Songs и Hot Alternative Songs. В Hot Rock & Alternative Songs сингл стал вторым чарттоппером для Hozier после «Take Me to Church», который лидировал 23 недели в 2014—2015 годах. В Hot 100 он стал 5-м хитом из Ирландии на первом месте в США после «Nothing Compares 2 U» (1990, четыре недели № 1, Шинейд О’Коннор), «I Still Haven’t Found What I’m Looking For» (1987, 2, U2), «With or Without You» (1987, 3, U2) и «Alone Again (Naturally)» (1972, 6, Гилберт О’Салливан).

## Чарты
| Чарт (2024)                                  | Высшая позиция |
| -------------------------------------------- | -------------- |
| Австралия (ARIA)                             | 1              |
| Австрия (Ö3 Austria Top 40)                  | 4              |
| Бельгия/Фландрия (Ultratop 50)               | 15             |
| Бельгия/Валлония (Ultratop 50)               | 3              |
| Канада (Billboard Canadian Hot 100)          | 2              |
| Канада (Billboard AC)                        | 2              |
| Канада (Billboard CHR/Top 40)                | 1              |
| Канада (Billboard Hot AC)                    | 1              |
| Канада (Billboard Rock)                      | 5              |
| Хорватия (Billboard)                         | 12             |
| Чехия (Rádio — Top 100)                      | 2              |
| Чехия (Singles Digitál Top 100)              | 4              |
| Дания (Tracklisten)                          | 5              |
| Финляндия (Suomen virallinen lista)          | 23             |
| Франция (SNEP)                               | 48             |
| Германия (GfK)                               | 10             |
| Мир (Billboard Global 200)                   | 1              |
| Греция (IFPI)                                | 4              |
| Венгрия (Single Top 40)                      | 14             |
| Исландия (Plötutíðindi)                      | 1              |
| Ирландия (IRMA)                              | 1              |
| Латвия (LAIPA)                               | 3              |
| Литва (AGATA)                                | 2              |
| Нидерланды (Dutch Top 40)                    | 17             |
| Нидерланды (Single Top 100)                  | 9              |
| Новая Зеландия (Recorded Music NZ)           | 1              |
| Норвегия (VG-lista)                          | 1              |
| Польша (Polish Airplay Top 100)              | 1              |
| Португалия (AFP)                             | 13             |
| Сингапур (RIAS)                              | 5              |
| ЮАР (Billboard)                              | 6              |
| Швеция (Sverigetopplistan)                   | 5              |
| Швейцария (Schweizer Hitparade)              | 5              |
| Великобритания (OCC UK Singles)              | 1              |
| США (Billboard Hot 100) ·                    | 1              |
| США (Billboard Adult Contemporary)           | 3              |
| США (Billboard Adult Pop Airplay)            | 1              |
| США (Billboard Dance/Mix Show Airplay)       | 17             |
| США (Billboard Hot Rock & Alternative Songs) | 1              |
| США (Billboard Pop Airplay)                  | 1              |
| США (Billboard Rock & Alternative Airplay)   | 1              |
| США (Billboard, Adult Alternative Airplay)   | 1              |

| Чарт (2024)                                 | Позиция |
| ------------------------------------------- | ------- |
| Canada (Canadian Hot 100)                   | 8       |
| Germany (GfK)                               | 24      |
| Global 200 (Billboard)                      | 8       |
| New Zealand (Recorded Music NZ)             | 4       |
| Switzerland (Schweizer Hitparade)           | 13      |
| UK Singles (OCC)                            | 5       |
| US Billboard Hot 100                        | 10      |
| US Adult Contemporary (Billboard)           | 12      |
| US Adult Top 40 (Billboard)                 | 4       |
| US Hot Rock & Alternative Songs (Billboard) | 2       |
| US Mainstream Top 40 (Billboard)            | 7       |
| US Rock Airplay (Billboard)                 | 4       |

## Сертификация
| Регион | Сертификация  | Продажи    |
| --- | ------------- | ---------- |
| Австралия (ARIA) | 4× Платиновый | 280 000    |
| Австрия (IFPI Austria) | Платиновый    | 30 000     |
| Бельгия (BEA) | Платиновый    | 40 000     |
| Дания (IFPI Danmark) | Платиновый    | 90 000     |
| Франция (SNEP) | Платиновый    | 200 000    |
| Германия (BVMI) | Золотой       | 300 000    |
| Италия (FIMI) | Золотой       | 50 000     |
| Нидерланды (NVPI) | Золотой       | 46 500     |
| Новая Зеландия (RMNZ) | 3× Платиновый | 90 000     |
| Польша (ZPAV) | 2× Платиновый | 100 000    |
| Португалия (AFP) | 2× Платиновый | 20 000     |
| Испания (PROMUSICAE) | Золотой       | 30 000     |
| Швейцария (IFPI Switzerland) | Платиновый    | 30 000     |
| Великобритания (BPI) | 2× Платиновый | 1 200 000  |
| США (RIAA) | 2× Платиновый | 2 000 000  |
| Стриминг |               |            |
| Греция (IFPI Greece) | Платиновый    | 2 000 000  |
| Швеция (GLF) | Платиновый    | 12 000 000 |
| Данные о продажах + прослушиваниях приведены только на основе сертификации. · Данные только о прослушиваниях приведены на основе сертификации. |               |            |